# 陈锡联
陈锡联（1915年1月4日—1999年6月10日），原名陈锡廉，字廉甫，湖北省黄安县（今红安县）高桥陡山彭家村人。中国共产党、中华人民共和国政治人物，原副国级领导人。中国人民解放军上将，中国共产党第九至十一届中央政治局委员。
陈锡联於1929年参加中国工农红军，於1930年加入中国共产党，曾任红四军第十师师长、第十一师政治委员，参加了长征。中國抗日战争时期，任八路军第129师385旅769团团长、385旅旅长、太行军区第三军分区司令员。第二次国共内战期间，历任晋冀鲁豫野战军第三纵队司令员、第二野战军第三兵团司令员。中华人民共和国成立后，历任中共重庆市委第一书记、军委炮兵司令员、沈阳军区司令员、北京军区司令员、国务院副总理、中共中央军委常委、国防委员会委员等要职。

## 生平

### 民国时期
1929年，陈锡联在家乡参加陂安南游击队，同年秋编入中国工农红军第十一军。1930年加入中国共产主义青年团，同年转入中国共产党。1931年在红四方面军任连政治指导员，参与鄂豫皖苏区历次反围剿战争。1932年10月，陈锡联随红四方面军主力转移，参加创建川陕苏区。1933年起任红三十军第八十八师二六三团营政治委员、团政治委员，参加反三路围攻、反六路围攻作战。在历次作战中屡建战功，曾被李先念称赞为“打仗数第一”。后任红四军第十师师长、第十一师政治委员。1935年，陈锡联率部参加长征。长征中，曾率部担负掩护红四方面军北上和筹集粮秣的任务。1935年8月，红四方面军第十师师长王友钧在包座阵亡后，陈锡联接任该师师长，并在作战中负伤。之后听从张国焘命令，再度南返，前后三次度过草地，参加绥崇丹懋战役。此后，又随队北上，到达会宁。

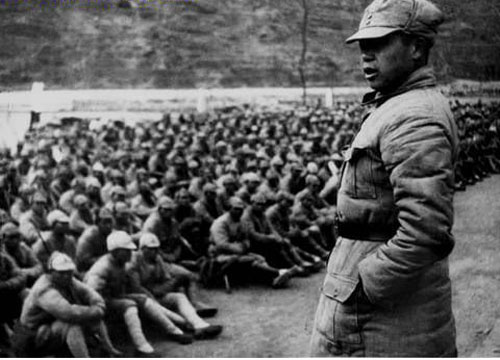
1940年5月，时任129师385旅旅长的陈锡联在百团大战前作战斗动员

抗日战争开始后，陈任八路军129师385旅769团团长，1937年10月19日，陈指挥769团奇袭日军阳明堡机场，击毁飞机24架，歼日军100余人，缓解了日军在忻口前线对中国军队的空中威胁。后率部参加神头岭、响堂铺、晋东南反九路围攻等战役战斗。1938年起，陈锡联任第129师385旅副旅长、旅长。1940年，陈锡联在129师破袭白晋铁路作战中，率部采取“腹地开花”、内外结合的战法，迅速歼灭南关镇日军。后又参加百团大战，坚守狮脑山阵地，给日军以重大杀伤，并在战斗中中毒。1943年，他任太行军区第3分区司令员。同年到延安，入中共中央党校学习。
抗战胜利后，第二次国共内战爆发，陈锡联任太行纵队司令员、晋冀鲁豫军区第三纵队司令员，参加上党、邯郸、鲁西南诸战役。1947年4月，参与豫北战役，歼灭国军第二快速纵队。随后协同友军攻取汤阴，生擒孙殿英。同年7月，参加进军大别山，率部队率先抢渡淮河，到达大别山北麓，半个月攻占宛西地区9个县城及大片地区。1948年5月，陈任中原野战军第三纵队司令员。在淮海战役中，陈锡联指挥部队攻占宿县，被称为是淮海战役的点睛之笔。后在双堆集歼灭国军黄维兵团。1949年，任第二野战军三兵团司令员，参加渡江战役，后率部进军大西南，攻占重庆。

### 中华人民共和国时期

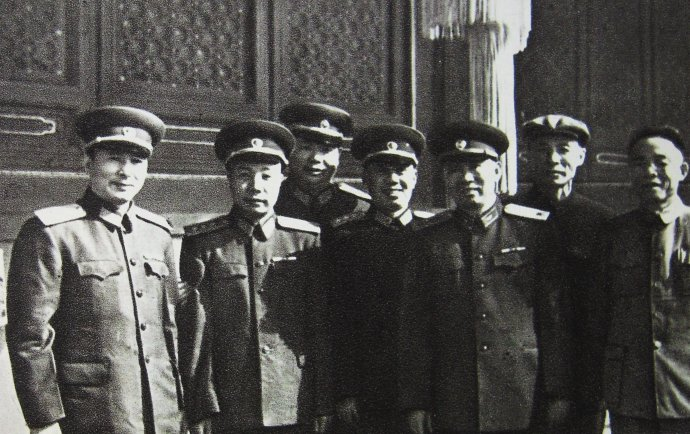
1959年10月1日，部分中国人民解放军将领合影。左起：萧向荣、萧华、陈锡联、陈伯钧、刘亚楼、吕正操、韩先楚。

1950年，陈锡联任三兵团司令员兼中共重庆市委第一書記、市长、军管会副主任和川東軍區司令員，1950年4月任中国人民解放軍炮兵司令員，主持制定炮兵发展规划，组织部队改装，进口和研制炮兵装备。1951年11月任军委军械部部长，1954年升格为总军械部部长。1955年，陈锡联被授予上将军衔，获一级八一勋章、一级独立自由勋章、一级解放勋章。1957年7月任新成立的炮兵学院院长。1959年10月调任瀋陽軍區司令员，1961年任中共中央东北局书记处书记。文化大革命时期，1968年6月陈锡联兼任辽宁省革委会主任，1971年1月兼任辽宁省委第一书记。“陈三两”，是文革中东北辽宁人给当时省革命委员会主任陈锡联取的绰号。为什么叫他“陈三两”，因为在他主政下，辽宁生活困苦，每人每月只供应三两豆油，而全国其它地区是5两豆油。在此期间，他发现并宣扬了毛远新。1969年4月，在中共九大上，陈锡联当选中共中央政治局委员。
1973年12月，陈锡联与李德生对调，任北京军区司令员。在任上，他秉承毛泽东的意思，整顿北京军区、北京卫戍区，大力清洗原来的部众，其中消除了郑维山、聂荣臻的双重势力，也因此与聂荣臻有隙，才有了后来的陈锡联的 “西山事件”。1974年1月，陈锡联成为负责处理中共中央军委日常工作的军委六人小组成员。1975年1月，第四届全国人民代表大会第一次会议任命陈锡联为国务院副总理，2月任中共中央军委常委。1976年2月，原主持中共中央军委工作的军委秘书长叶剑英被毛泽东下令因病休息后，陈锡联主持中央军委日常工作至1977年2月。在粉碎四人帮的过程中，完成中共中央交给的任务。1977年8月在中共十一大上继续当选为中央委员、中央政治局委员。
陈锡联支持继任中国共产党中央委员会主席华国锋的“两个凡是”，被认为是“凡是派”的左膀右臂。随着华国锋的失势，陈锡联的地位也岌岌可危。1978年之后，陈锡联请假检讨，1979年分别在沈阳军区、北京军区、北京卫戍区、炮兵总部等地给陈锡联提意见，陈锡联到会检查，据称相当沉痛、深刻。当时只有北京军区副司令员傅崇碧和沈阳军区司令员李德生在会上客观的评价了陈锡联，指出了他的缺点的同时，也说他战功显赫，没有“上四人帮的贼船”。1980年1月，陈锡联在中共十一届五中全会被免去中共中央政治局委员、国务院副总理和北京军区司令员职务。
陳錫聯是中共七大至十四大代表、十五大特邀代表，中共八屆候補中央委員、中央委員，九、十、十一屆中央政治局委員；第一、二、三屆國防委員會委員，中共十二大、十三大相继当选为中央顾问委员会委员、常委。1999年6月10日於北京逝世，享年84岁。

## 著作
- 《陈锡联回忆录》解放军出版社 2007

## 家庭
陈锡联第一任妻子栗格，陕西米脂人，原名黎芝慧，抗大毕业，1942年12月16日结婚。1948年秋病故。
第二任妻子王璇梅，由陈赓介绍1949年8月结婚，系陈赓夫人王根英之妹。长期从事俄文翻译工作。有四个子女。
长子陈再强1950年出生，毕业于哈尔滨军事工程学院。曾担任沈阳军区审计局的局长。大校。
次子陈再文1951年出生，飞行员，在1982年中国民航3303号班机空难中遇难。
三子陈再方1953年出生，中国人民解放军总装备部科技委副主任，中将军衔
幺女陈再红1955年出生，从事于教育事业，现已退休。